# Rafique Ul Huq
Rafique Ul Huq est un avocat bangladais qui a occupé le poste de procureur général du Bangladesh en 1990.

## Jeunesse et études
Huq est né à Calcutta le 2 novembre 1935. Il est le fils de Nurjahan Begun et de Momin Ul Huq. Il obtient sa maîtrise et son diplôme de droit à l'université de Calcutta en 1957 et 1958 respectivement. Il devient barrister en 1961 et est admis au Lincoln's Inn en 1962,.

## Carrière
Huq s'inscrit comme avocat à la Haute Cour de Calcutta (en) en 1960. Il rejoint la Haute Cour de Dacca en 1962 et s'inscrit comme avocat à la Cour suprême du Pakistan en 1965. En 1975, il est devenu avocat principal à la division d'appel de la Cour suprême du Bangladesh. Il a occupé le poste de procureur général du Bangladesh du 7 avril 1990 au 17 décembre de la même année,.
Au cours de sa carrière, Huq a participé à des milliers d'affaires et près de 500 de ses affaires ont été rapportées dans la littérature juridique. Il s'est particulièrement illustré dans le domaine du droit des sociétés et des entreprises. Dans la période qui a suivi l'indépendance, il a collaboré avec le régime du premier président du Bangladesh, Sheikh Mujibur Rahman, pour rédiger des lois, notamment l'ordonnance de 1972 sur la nationalisation. Sous le président Ziaur Rahman (1977-81), il a rédigé des lois visant à inverser cette ordonnance. Après la fin du régime militaire de Rahman, il a contesté avec succès les lois qui avaient été adoptées pour donner l'imunnité aux meurtriers de Sheikh Mujibur Rahman.
Huq a été président du tribunal du conseil du barreau du Bangladesh et du tribunal des élections du conseil du barreau en 1975-1976. Il a été membre du comité de réforme du droit des sociétés en 1977. Il a joué un rôle clé dans la promulgation de plusieurs lois, notamment les ordonnances de la Banque du Bangladesh et celles relatives aux investissements privés. Huq a fait partie du comité chargé de développer le marché boursier bangladais. En 1990, Huq a été membre du Conseil du Barreau du Bangladesh. Il a été membre élu du comité exécutif sur la fiscalité internationale de l'Association mondiale des juristes, du comité exécutif mondial, du commerce et de l'investissement étrangers et délégué du Bangladesh à l'Assemblée générale des Nations unies en 1990. Huq était également membre de la Chambre de commerce internationale pour l'Asie et de la Cour internationale d'arbitrage (en),.
Huq a été l'avocat de Sheikh Hasina, alors présidente de la Ligue Awami du Bangladesh, et de Khaleda Zia, présidente du Parti nationaliste du Bangladesh, lorsqu'elles ont été inculpées pour des affaires de corruption pendant la crise politique bangladaise de 2006-2008.

## Vie privée
Huq a épousé Farida Huq, un médecin, en 1960. Ils ont été mariés jusqu'à la mort de cette dernière en 2011. Le couple a eu un fils, Fahim-Ul Huq, avocat, qui réside au Canada.
Huq a survécu à un cancer en 1986 et a ensuite contribué à améliorer l'offre de soins de santé pour les pauvres. Il a créé la Subarna Clinic en 1995, a participé à la fondation de l'hôpital pour enfants de Dacca et a construit un nouvel hôpital de 100 lits à Kaliakair. Huq a présidé le département de microbiologie de l'hôpital général Birdem, le service Nurjahan de l'hôpital anticancéreux Ahsania Mission et l'hôpital du collège médical Ad-Din.
Après le décès de sa femme et une opération de la jambe gauche en janvier 2017, Huq est devenu de plus en plus réticent à quitter sa maison de Dacca. Il est décédé le 24 octobre 2020, à l'âge de 84 ans. Il avait souffert de complications gériatriques, notamment d'anémie et de problèmes urinaires, à l'hôpital Ad-Deen de Dacca.